# Sphinx stehri
Sphinx stehri är en fjärilsart som beskrevs av Christian Friedrich Stephan 1926. Sphinx stehri ingår i släktet Sphinx och familjen svärmare. Inga underarter finns listade i Catalogue of Life.